# República (métro de Santiago)
Pour les articles homonymes, voir Republica.
República est une station du métro de Santiago. Inaugurée le 15 septembre 1975, elle appartient à la ligne 1.

## Histoire
La station est ouverte depuis 1975. Elle tire son nom de l'avenue República, située dans le quartier du même nom.

## Services aux voyageurs

### Accès et accueil
La station comprend trois accès dont deux sont équipés d'ascenseurs.